# Ospriocerus arizonensis
Ospriocerus arizonensis là một loài ruồi trong họ Asilidae. Ospriocerus arizonensis được Bromley miêu tả năm 1937. Loài này phân bố ở vùng Tân Bắc giới.